# Xu Xilin
Xu Xilin (ur. 1873, zm. 7 lipca 1907) – chiński rewolucjonista i działacz antymandżurski.
Urodził się w Dongpu w prefekturze miejskiej Shaoxing w prowincji Zhejiang w bogatej rodzinie kupieckiej. W roku 1903 wyjechał do Japonii, gdzie związał się z ruchem antyqingowskim. Po powrocie do Chin wstąpił wraz ze swoją kuzynką Qiu Jin do tajnej organizacji Guangfuhui, kierowanej przez Cai Yuanpeia. W tym czasie założył drukarnię i szkołę w Shaoxing, a także zdał egzaminy urzędnicze na szczeblu prowincjonalnym. Podjął pracę w akademii policyjnej w Anqing w prowincji Anhui.
Wykorzystując prowadzoną przez siebie szkołę jako ukrytą bazę dla rewolucjonistów, postanowił wywołać z dniem 19 lipca 1907 roku rebelię przeciw panowaniu mandżurskiemu w prowincjach Anhui i Zhejiang. Odkrycie planów powstańczych przez władze spowodowało jednak decyzję o przyspieszeniu akcji. 6 lipca, podczas ceremonii wręczenia dyplomów w akademii policyjnej w Anqing, Xu zamordował gubernatora prowincji Anhui, Enminga. Następnie wraz ze swoim oddziałem zajął miejski arsenał. Po czterogodzinnym oblężeniu powstańcy zostali zmuszeni do poddania się. Następnego dnia Xu został rozstrzelany; po śmierci wyrwano mu serce. Kilka dni później także Qiu Jin została skazana na karę śmierci pod zarzutem pomocy w przygotowaniach do zamachu.
Po śmierci Xu Xilin stał się jednym z symboli ruchu republikańskiego. W 1912 roku, po proklamowaniu Republiki Chińskiej, jego szczątki sprowadzono do rodzinnej prowincji i pochowano uroczyście nad Jeziorem Zachodnim. W 1987 roku w Dongpu wzniesiono pomnik Xu, a jego rodzinny dom zamieniono w muzeum.